# San Pedro Xalostoc
San Pedro Xalostoc es un pueblo mexicano ubicado a las orillas de la Autopista México-Pachuca, perteneciente al municipio de Ecatepec de Morelos junto al pueblo de Santa Clara Coatitla, en el Estado de México. Su clima es templado, subhúmedo, con una temperatura media anual de 13.8 °C, una máxima de 30 °C, y una mínima de 7 °C en invierno.
Xalostoc proviene del náhuatl y se compone de tres términos, Xalli (arena), osto (cueva) y el locativoc (lugar), Lugar de cuevas arenosas o En las cuevas de arena.

## Tradiciones y Costumbres
Las tradiciones y costumbres son aquellos comportamientos de un pueblo que lo hace diferente a los demás, pues llevan consigo la evolución de su pensamiento y forma de sentir.
El 29 de junio se realiza la fiesta de San Pedro apóstol, patrono del lugar. Durante la fiesta patronal, que se extiende por más de 20 días, se realiza la tradicional procesión con la efigie del santo patrono, que en una barca de madera es llevada sobre los tapetes folklóricos hechos por los vecinos del lugar con aserrín pintado y que se extienden por las calles del pueblo.
Con más de 500 kilogramos sobre la espalda, los feligreses llevan la imagen de su santo patrono por las calles principales, entre ellas: Benito Juárez, 5 de Febrero, Pino Suárez, Belisario Domínguez, Berriozabal, Aldama, Cuauhtémoc, Héroes de Ganaditas, entre otras, que en conjunto suman más de tres kilómetros. Además de esto también se realiza el baile de feria, corridas de toros, festivales de danza folklórica y quema de castillo. 
La iglesia del pueblo data del siglo XVI y fue construida por la orden de los franciscanos. El primer templo fue muy sencillo, pero desde el siglo XVII empezaron a ampliarse los espacios interiores y por eso fue necesario realizar cambios en sus fachadas que culminaron con el cambio de las formas arquitectónicas hasta el siglo XIX, en el que tomaron casi todas sus fachadas e interiores un fuerte aire del neoclásico que estaba tan de boga. 
Fiesta patronal
El día 29 de junio en la localidad de San Pedro Xalostoc, Ecatepec, Estado de México; se lleva a cabo la fiesta en conmemoración del santo patrono San Pedro, esta es una celebración muy importante para los habitantes de esta comunidad. Durante días los voluntarios se preparan las festividades, dando inicio con la fabricación de los tapetes artesanales hechos de aserrín pintados de brillantes de colores; estos tapetes artesanales se extienden por todo lo largo y ancho de las calles y avenidas. Los ciudadanos, pasean la figura del santo patrono por encima de los tapetes hasta llegar a su recinto la iglesia del pueblo.
Los festejos en conmemoración,  con una duración aproximada de un mes, durante estos festejos se puede disfrutar de los fuegos pirotécnicos (castillos, cohetes, y toritos), juegos mecánicos, comida típica y antojitos (como: es el mole, el pozole, las carnitas, los tamales, etc.) se organizan bailes donde se puede disfrutar de los llamados duelos de bandas y por último, las corridas de toros, por las calles principales.
De esta manera se puede beneficiar la comunidad y los comerciantes, de san pedro y los turistas pueden probar de todos los antojitos así como también pueden disfrutar de la quema de castillos, toritos, los fuegos pirotécnicos y disfrutar el duelo de bandas.
Un acontecimiento importante para este municipio fue que en el año 2005 Día 23 de enero, descubrimientos sobre la geofagia azteca. Dan a conocer avances en la investigación de sacrificios humanos, en una excavación de una comunidad azteca de Ecatepec, al norte de la Ciudad de México, se hallaron restos de niños carbonizados que fueron utilizados como víctimas propiciatorias para el dios de la muerte.
https://web.archive.org/web/20150923233005/http://www.ecatepec.gob.mx/recorrido/cultura.php
Las tradiciones y costumbres de un pueblo llevan consigo la evolución de su pensamiento y forma de sentir. Entre las conmemoraciones más importantes en el municipio de Ecatepec
Las fiestas incluyen bailes populares, corridas de toros, juegos mecánicos y pirotécnicos, actividades deportivas y culturales.
Otra celebración que se hace en San Pedro Xalostoc, es la Cátedra de (San Pedro Apóstol), que es el día 22 de febrero, hacen misa y procesión con la imagen de San Pedro Apóstol en algunas calles del pueblo, también se realiza quema de castillo, bailes de norteño-banda y tapete multicolor.

## Explosión
El 7 de mayo del 2013 se registró una Explosión en Xalostoc alrededor de las 5:20 AM (Tiempo del centro de México) por una pipa de gas que transportaba alrededor de 40,000 litros de Gas LP y que, por alguna razón, comenzó a colear e hizo que uno de los contenedores que transportaba se desprendiera y chocara con el muro de contención de la Carretera México-Pachuca y explotara dejando un gran incendio en Xalostoc dejando como saldo 24 personas fallecidas, 10 de los cuales eran niños, 33 heridos 8 de gravedad y 27 casas afectadas.
El lugar de donde ocurrió el incendio hay un monumento en memoria de los fallecidos. [cita requerida]
- Datos: Q6119572